# علی بن عیسی اربلی
ابوالحسن بهاءالدین علی بن عیسی بن ابی‌الفتح هکّاری (درگذشت ۶۹۳ قمری) محدث، شاعر و ادیب امامی بود. از آثار او التذکرة الفخریة، رسالة الطیف و کشف الغمة فی معرفة الائمة است.